# Messier 104
A Messier 104 (más néven M104, NGC 4594 vagy Sombrero-galaxis) egy Seyfert 2 típusú spirálgalaxis a Szűz csillagképben (Virgo).

## Felfedezése
Az M104 galaxist Pierre Méchain fedezte fel 1781-ben. Ez az első objektum a Messier-katalógusban, ami egyetlen eredeti kiadásban sem szerepelt, Messier csak kézzel írta hozzá saját példányához. Camille Flammarion adta hozzá a listához 1921-ben. Nevét a jellegzetes mexikói kalapról kapta.

## Tudományos adatok
Az M104 róla elnevezett kisebb galaxiscsoport (M104 galaxiscsoport) legjelentősebb tagja. Több mint 1000 km/s sebességgel távolodik tőlünk.

## A Messier 104 a művészetben
Egy 2013-as elektronikus zenei mű a Sombrero Galaxy címet viseli.